# Transfiguratiekathedraal (Berdsk)
De Kathedraal van de Transfiguratie (Russisch: Преображенский собор) is een Russisch-orthodoxe kathedraal in de Russische stad Berdsk (Russisch: Бердск). De nieuwe kathedraal werd gebouwd in de jaren 1992-1998. Het is de tweede kathedraal van het Russisch-orthodoxe bisdom Novosibirsk-Berdsk.

## Geschiedenis
De bouw van de kathedraal ving aan in het jaar 1992 met de eerstesteenlegging op 7 juli door aartsbisschop Tichon. Het ontwerp van de kathedraal is afkomstig van de Russische architect Pjotr Tsjernobrovtseva, een architect die ook de Nicolaaskapel in Novosibirsk heeft ontworpen.
In augustus 1998 werden in de toren van de kathedraal negen in Kamensk-Oeralski gegoten klokken gehangen. De wijding van de benedenkerk ter ere van de Drie Heilige Hiërarchen vond plaats in 1999. In de zomer van 2004 werd een grote poort gebouwd die toegang geeft tot het kerkhof. In hetzelfde jaar werd de bovenkerk ter ere van de Transfiguratie van onze Heer door de aartsbisschop gewijd. In het altaar werd een relikwie geplaatst van de heilige martelaar Akaki van de Athos. De aartsbisschop kondigde in 2005 de bouw van een nieuwe zondagsschool bij de kathedraal aan.
Op het kerkhof liggen begraven bisschop Sergius († 8 december 1998), de eerste bisschop van het bisdom Novosibirsk-Berdsk, en archimandriet Macarius († 20 oktober 2000).